# Idaea tenuifasciata
Idaea tenuifasciata là một loài bướm đêm trong họ Geometridae.